# فرقة إس إس الشرطة الرابعة بانزرجرينادير
فرقة إس إس الشرطة الرابعة بانزرجرينادير (4. كان SS-Polizei-Panzergrenadier-Division) واحدًا من ثمانية وثلاثين فرقة تابعة لفافن إس إس أثناء الحرب العالمية الثانية.
تم تشكيل الفرقة في عام 1939 كجزء من أوردنونغسبوليزي أو اوربو (الشرطة الوطنية الرسمية). على الرغم من أن Reichsührerهاينريش هيملر كان يسيطر على جميع منظمات الشرطة الألمانية بصفته رئيس الشرطة الألمانية في وزارة الداخلية، إلا أنها لم تُعتبر في هذا الوقت جزءًا من شوتزشتافل، كما لم تكن شعبة شرطة كفرق فافن-إس إس الأخرى. وقد انعكس هذا الوضع في جودة المعدات التي تم إصدارها واحتفاظهم بشارات الشرطة وهيكل الرتب. تم نقل القسم إلى فافن-إس إس في عام 1942 وتمت ترقيته إلى فرقة بانزرجرينادير. حارب في فرنسا والاتحاد السوفيتي واليونان وبوميرانيا واستسلم للأميركيين في مايو 1945.

## الجبهة الشرقية
أثناء غزو الاتحاد السوفيتي (عملية بارباروسا)، كان التشكيل في البداية جزءًا من احتياطي مجموعة الجيوش الشمالية. في أغسطس 1941، شهد التشكيل حركة بالقرب من لوغا. خلال القتال العنيف على رأس جسر لوغا، فقدت الفرقة أكثر من 2000 جندي، بمن فيهم القائد آرثر مولفيرشتات. بعد سلسلة من الهجمات الفاشلة في منطقة المستنقعات والأراضي الحرجية، دخلت الفرقة، إلى جانب تشكيلات الجيش، طريقها إلى الجزء الشمالي من لوغا، حيث حاصرت ودمرت المدافعين السوفيت.
في يناير 1942، تم نقل التشكيل إلى قطاع نهر Volkhov، وفي 24 فبراير تم نقله إلى فافن-إس إس؛ حيث قام افرادها بتغيير شارة الشرطة الخاصة بهم إلى شارى إس إس. شارك التشكيل في قتال عنيف بين يناير ومارس مما أدى إلى تدمير جيش الصدمة السوفيتي الثاني. قضت بقية العام على جبهة لينينغراد.

## 1945
تم نقل الفرقة إلى خط المواجهة الشمالي في بوميرانيا. كلفه هتلر بجيش مفرزة شتاينر لإغاثة برلين. كان من المفترض أن يكونوا جزءًا من الكماشة الشمالية التي ستلتقي بجيش بانزر الرابع القادم من الجنوب وتطوق الجبهة الأوكرانية الأولى قبل تدميرها.  أوضح شتاينر للجنرال غوتهارد هاينريشي أنه لم يكن لديه فرق للقيام بهذا العمل وأن القوات كانت تفتقر إلى الأسلحة الثقيلة اللازمة، لذلك لم يحدث الهجوم كما خطط له هتلر.  نقلت إلى غدانسك، وهناك تطويقها من قبل الجيش الأحمر.  بعد فترة راحة قصيرة ، شق ما تبقى من التقسيم طريقه عبر نهر إلبه، واستسلم للأميركيين بالقرب من فيتنبرغ - لينزن.

## القادة
- إس إس-Gruppenführer und Generalleutnant der Polizei Karl Pfeffer-Wildenbruch (15 نوفمبر 1939 - 1 سبتمبر 1940)
- اس اس ستاندارتفهرر (العقيد) كونراد ريتزير (1 سبتمبر 1940 - 8 سبتمبر 1940)
- إس إس-Gruppenführer und Generalleutnant der Polizei Karl Pfeffer-Wildenbruch (8 September 1940 - 10 November 1940)
- إس إس-Gruppenführer und Generalleutnant der Polizei Arthur Mülverstadt (10 November 1940 - 10 August 1941)
- SS-Gruppenführer und Generalleutnant der Polizei Emil Höring (16 أغسطس 1941 - 18 أغسطس 1941)
- اس اس بريجديفهر اوند جنرال ماجور دير بوليزي والتر كروغر (18 أغسطس 1941 - 15 ديسمبر 1941)
- اس اس ستاندارتنفهر (العقيد) الفريد فونينبرغ (15 ديسمبر 1941 - 14 مايو 1942)
- إس إس أوبيرفوهرر (العميد) ألفريد بورشيرت (15 مايو 1942 - 18 يوليو 1942) - لصالح ألفريد وينينبرغ
- اس اس بريجديفهر اوند جنرال ماجور دير بوليزى الفريد فونينبرج (19 يوليو 1942 - 10 يونيو 1943)
- اس اس بريجديفهر اوند جنرال ماجور دير بوليزي فريتز شميديس (10 يونيو 1943 - 5 يوليو 1943)
- إس إس - ستاندنفورر (العقيد) أوتو بينجي (5 يوليو 1943 - 18 أغسطس 1943)
- اس اس بريجديفهر اوند جنرال ماجور دير بوليزي فريتز فريتاج (18 أغسطس 1943 - 20 أكتوبر 1943)
- إس. أوبيرفوهرر (العميد) فريدريش فيلهلم بوك (20 أكتوبر 1943 - 19 أبريل 1944)
- إس إس-Brigadeführer und Generalmajor der Polizei يورغن فاغنر (19 April 1944–؟ مايو 1944)
- SS-Oberführer (Brigadier) فريدريش بوك (؟ مايو 1944–7 مايو 1944)
- اس اس بريجديفهر اوند جنرال ماجور دير بوليزي هبرت ارنست فال (7 مايو 1944 - 22 يوليو 1944)
- إس إس ستاندارتنفهرر (العقيد) كارل شومرز (22 يوليو 1944 - 16 أغسطس 1944)
- إس. أوبيرفوهرر (العميد) هيلموت دورنر (16 أغسطس 1944 - 22 أغسطس 1944)
- اس اس بريجديفهر اوند جنرال ماجور دير بوليزي فريتز شميديس (22 أغسطس 1944 - 27 نوفمبر 1944)
- اس اس ستاندارتنفهرر (العقيد) والتر هارزر (27 نوفمبر 1944 - 1 مارس 1945)
- اس اس ستاندارتفوهرر (العقيد) فريتز غوهلر (1 مارس 1945 -؟ مارس 1945)
- إس إس-شتاندارتن فوهرر (العقيد) Walter Harzer (؟ مارس 1945–8 مايو 1945)